# Palacio de los Condes de Casa Valencia
El palacio de los Condes de Casa Valencia o palacete del Conde de Casa Valencia es un edificio de la ciudad española de Madrid. Es la sede actual del Ministerio del Interior.

## Historia y características
Sito en el número 5 del paseo de la Castellana, en el barrio de Almagro, se trata de un palacete exento de planta cuadrada con tres plantas sumando la planta baja; proyectado en 1877 por Agustín Ortiz de Villajos, fue erigido en 1878 por encargo de los condes de Casa Valencia, Emilio Alcalá Galiano y Ana de Osma y Zavala. En 1941 fue adquirido por el Estado, pasando a albergar en 1942 la sede de la Dirección General de Marruecos y Colonias. En la actualidad alberga dependencias del Ministerio del Interior.